# Brigade de recherche et d'intervention (Algérie)
Pour les articles homonymes, voir Brigade de recherche et d'intervention et BRI.

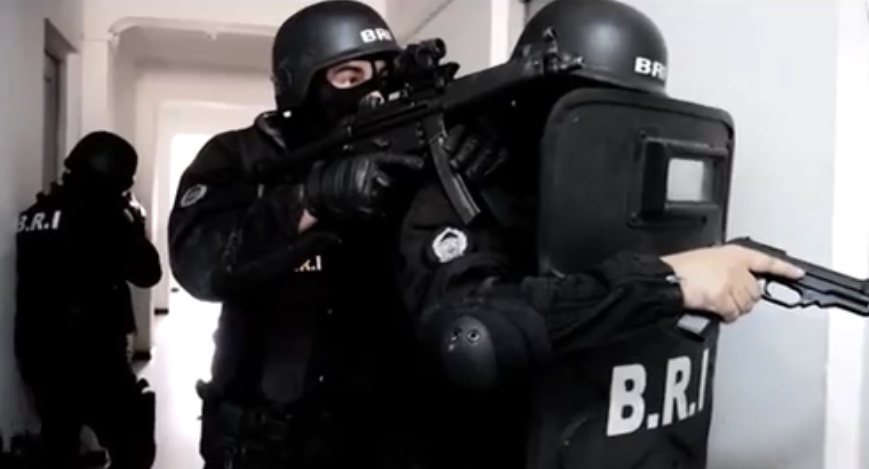
Des membres de la BRI d'Alger lors d'un entraînement.

La brigade de recherche et d'intervention (BRI) (en arabe : فرقة البحث والتدخل), est l'unité d'intervention de la police judiciaire de la Police algérienne, elle remplace l'unité d'intervention spéciale de la Police (UISP) qui a été dissoute quelques années plus tôt.

## Historique
À la suite de la dissolution de l'ancienne unité d'élite de la police l'UISP, la DGSN a décidé de créer une unité d'intervention pour la police algérienne.
C'est donc le 24 septembre 2005 que la première BRI vit le jour au sein de la police algérienne, et elle a été créée pour remplacer directement l'ex-UISP.
Cependant, la BRI est affiliée à la Police Judiciaire contrairement à l'ex-UISP qui était affilié directement à la Direction générale de la Sûreté nationale (DGSN).
Inspiré de la BRI française, la BRI à pour rôle principal la lutte contre la criminalité organisée et contre le grand banditisme Elle est composée pour cela d’un effectif puisé directement dans les rangs de la police judiciaire, ils sont formés à la maîtrise des techniques d’intervention.
À partir de 2005, les premiers stages ont lieu avec la BRI de Paris qui assure une formation poussée des membres de ce groupe.
En 2007 et 2008, le groupe d'intervention de la police nationale français assure des stages aux membres de la BRI. En 2008 une quarantaine de policiers sont allés aux États-Unis pour se former contre la piraterie maritime.
21 plongeurs de combat on également été formé aux États-Unis dans l'intervention en cas de détournement ou de prise d'otages en mer.
Au fil du temps, d'autres BRI ont vu le jour en Algérie, notamment à Sétif, Constantine, Oran avant de se généraliser au niveau de chaque wilaya du pays.

## Missions
Les missions de la BRI sont :
- Interpellation des groupes de malfaiteurs se livrant à des actes de banditisme graves
- Libération d'otages
- Surveillance et filature afin de rechercher et d'archiver tous les renseignements relatifs au banditisme
- Maintien de l'ordre
- Lutte antidrogues et anti-armes
- Patrouilles de surveillance
- L'antigang
- Lutte contre la criminalité organisée[5] et le grand banditisme[6].

## Organisation

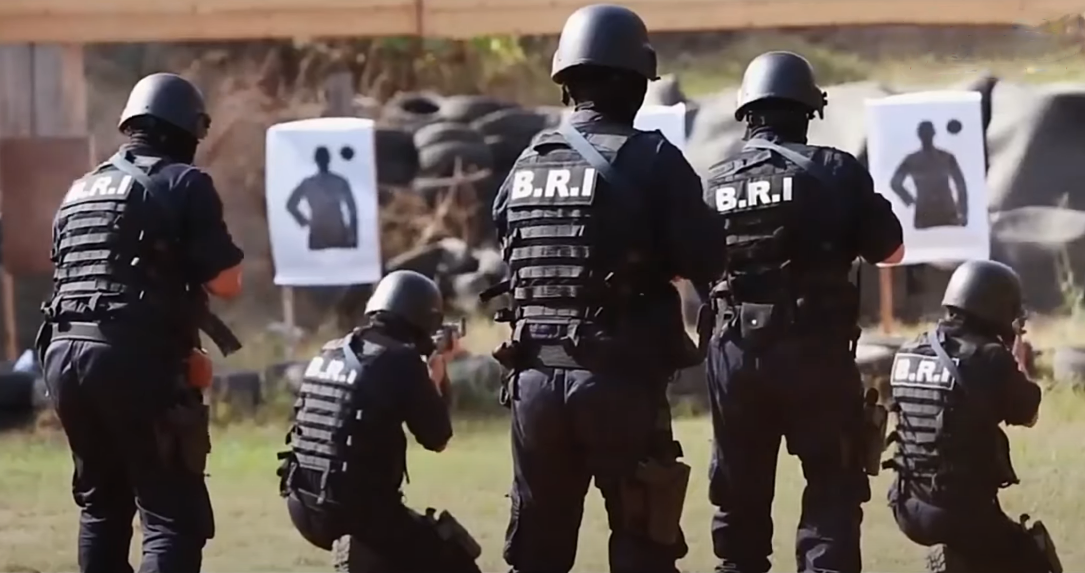
Des membres de la BRI d'Alger lors d'un entraînement.

La plupart des BRI en Algérie sont composées de trois sections :
- Une section de recherche et d'intervention
- Une section logistique
- Une section de synthèse

Chaque section possède plusieurs groupes d'assaut, et certains membres peuvent avoir des spécialités comme tireur de précision ou encore plongeur de combat etc.

## Équipements

### Arme de poing
- Glock 17
- Beretta 92
- Smith&Wesson Sigma
- Caracal[8]

### Fusils d'assauts et pistolets mitrailleurs
- AKM
- AKMS[8]
- HK MP5[8]
- Beretta PMX

### Fusils de précision
- Sako TRG 22
- Accuracy International AWP[8]

### Autres
- Arbalète
- Taser X26

### Équipement individuel
- Casque
- Lunettes de protection
- Cagoule
- Combinaison tactique bleu marine
- Gilet porte plaques
- Bottes
- Ceinturon
- Gants

### Véhicules
- Toyota Land Cruiser
- Mercedes Classe G
- Mercedes Sprinter
- Nissan Patrol blindée
- Véhicules banalisées[9]

### Aérien
- AW-109 de la DGSN